# Des éclairs
Des éclairs est un roman de Jean Echenoz paru le 23 septembre 2010 aux éditions de Minuit. Il s'agit d'une « fiction sans scrupule biographique » consacrée à l'inventeur Nikola Tesla rebaptisé « Gregor » dans le roman qui conclut une série de trois romans biographiques (dit « cycle des vies imaginaires »).

## Écriture du roman
Des éclairs est le dernier livre d'une trilogie informelle constituée avec Ravel (2006) et Courir (2008). Chaque ouvrage est inspirée par une vie, successivement de Maurice Ravel, d'Emil Zátopek et de Nikola Tesla,,,.

## Accueil critique
L'accueil critique du roman dans la presse a été globalement très favorable. Dans Télérama, Nathalie Crom écrit considère que Des éclairs conclut « une trilogie remarquable, qui, achevée désormais, s'offre à lire comme une variation infiniment mélancolique sur la solitude, le délitement des rêves et du monde – derrière l'ironie, la vivacité, l'élégance, la grâce, le tragique toujours affleure. »

## Éditions et traductions
- Les Éditions de Minuit, 2010,  (ISBN 978-2-7073-2126-8)

Le livre a été traduit :
- en anglais par Linda Coverdale sous le titre Lightning
- en espagnol par Javier Albiñana sous le titre Relámpagos, Anagrama, 2012
- en allemand par Hinrich Schmidt-Henkel sous le titre Blitze, Berlin Verlag, Berlin 2012  (ISBN 978-3-827-01038-4)
- en italien par Giorgio Pinotti sous le titre Lampi, coll. Fabula, 2012,  (ISBN 9788845926600)
- en japonais par Nobuo Naito sous le titre 稲妻 Inazuma, Kindaibungeisha, Tokyo, 2013  (ISBN 978-4-77337892-4)
- en néerlandais par Martin de Haan et Jan Pieter van der Sterre sous le titre Flitsen
- en turc par Mehmet Emin Özcan sous le titre Şimşekler , Helikopter Yayınları, 2014  (ISBN 978-605-5819-35-4)

## Adaptation
En 2018, Jean Echenoz réalise une adaptation scénique de son texte à la suite d'une commande de l'Opéra-Comique. Il crée des dialogues et une didascalie pour un livret d'opéra, intitulé Les Éclairs – qu'il qualifie de « drame joyeux » en quatre actes –, avec une musique de Philippe Hersant interprétée par l'Ensemble Aedes et l'Orchestre philharmonique de Radio France dirigés par Ariane Matiakh dans une mise en scène de Clément Hervieu-Léger avec Jean-Christophe Lanièce (Gregor), André Heyboer (Edison) et Elsa Benoit (Betty) dans les rôles principaux. D'une durée de 1 h 45, la création mondiale a lieu le 2 novembre 2021 à la salle Favart à Paris.
Le texte paraît le 7 octobre 2021 aux Éditions de Minuit.